# Alphabetisches Monopol
Als alphabetisches Monopol kennzeichnet Friedrich Kittler in seiner Medientheorie das typografische Aufschreibesystem vor 1900, das als Zeitspeicher ausschließlich über Texte und Partituren verfügt habe; diese „Zeitspeicher“ waren noch keine unmittelbaren Aufzeichnungen, sondern symbolische Repräsentationen.

## Übersicht
Die Gutenberg-Galaxis mit dem so genannten Leitmedium Buch ist nach Kittler im Anschluss an seinen Gewährsmann Marshall McLuhan durch die Prämierung der gedruckten Schrift und seiner Erzeugnisse gekennzeichnet. Diese Sichtweise wird durch die in der Traditionslinie von McLuhan stehenden Medienwissenschaftler allgemein geteilt; so argumentiert beispielsweise in diesem Sinne auch Michael Giesecke in seiner Monografie zum Buchdruck in der frühen Neuzeit (1989) oder der Schüler Kittlers Norbert Bolz in Am Ende der Gutenberg-Galaxis (1993).
Das alphabetische Monopol begann – nach Kittler – ab etwa 1880 mit der technischen Ausdifferenzierung von Optik, Akustik und Schrift zu zerbröckeln und wurde erst um die Jahrhundertwende zum 20. Jahrhundert durch die Möglichkeit des direkten Speicherns von akustischen und optischen Daten in ihrem Zeitfluss endgültig gebrochen („Auge und Ohr sind autonom geworden“); die kennzeichnenden Massenmedien bzw. Medienverbünde dieses Umbruchs sind Phonograph und Grammophon, Kinetoskop bzw. Film sowie der Typewriter bzw. die Schreibmaschine, die Kittler zusammenfassend als Aufschreibesystem 1900 charakterisiert.

## Ursachen und Wirkungen
Kittler sieht – als prominentester Vertreter der „Technizität des Textes“ – die Ursachen des alphabetischen Monopols im Medium des Buchdrucks selbst begründet, also im jeweiligen Aufschreibesystem. Dieses determiniert nicht nur das jeweilige Bewusstsein und die gesellschaftlichen Wirkungen, sondern sogar den Menschen an sich: „Was Mensch heißt, bestimmen [...] technische Standards“ (Die Welt des Symbolischen – eine Welt der Maschine 1989, in: Draculas Vermächtnis, Leipzig 1993, S. 61).
Als wohl wichtigste Auswirkung des alphabetischen Monopols sieht Kittler das Konzept des Subjekts, welches wiederum mit dem Bruch des alphabetischen Monopols zerfällt; als Gewährsmann führt er hierzu Lacan an (Grammophon Film Typewriter 1986, S. 248).
Eine der Auswirkungen des Bruchs mit dem alphabetischen Monopol beschreibt Walter Jackson Ong als sekundäre Oralität der Medienakustik, also als eine Wiederkehr oraler Traditionen (mündliche Überlieferung) unter dem Vorzeichen moderner Medientechnologien wie Hörfunk und Fernsehen.

## Kritik
Der Begriff alphabetisches Monopol bezieht sich explizit auf das Alphabet, also eigentlich auch auf die mediengenealogische Epoche der Literalität; die Terminologie bezieht sich also möglicherweise auf zwei distinkte Phasen der Medienentwicklung, da er die Schrift an sich und nicht den Buchdruck im Speziellen als Universalmedium betrachtet; diesen Aspekt führt Kittler jedoch nicht im Detail aus.
Kittlers Sichtweise blendet auch Speicher- und Reproduktionstechnologien wie die ab 1839 etablierte Fotografie aus, ohne dies schlüssig zu begründen oder überhaupt dazu Stellung zu beziehen.
Überhaupt bieten die Medienhistoriker sehr unterschiedliche und recht inhomogene Anschlüsse an die Gutenberg-Galaxis an; das Ende der Gutenberg-Galaxis setzt beispielsweise Marshall McLuhan mit der Entdeckung und Anwendung der Elektrizität an, während Norbert Bolz die Wende an die Entwicklung neuer Speicher- und Übertragungsmedien koppelt; weitere Angebote sind Manuel Castells’ McLuhan-Galaxis, die durch das Leitmedium Fernsehen gekennzeichnet ist und durch die so genannte Internet-Galaxis abgelöst wird.